# Wassulu (regione)

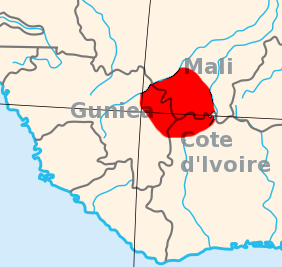
Localizzazione del Wassulu

Il Wassulu (scritto anche Wassoulou o Ouassoulou) è una regione storico-culturale dell'Africa occidentale, situata in corrispondenza del triplo confine tra Mali, Guinea e Costa d'Avorio. Il centro principale è la città di Yanfolila, in Mali.

## Cultura
Il Wassulu è un luogo di mescolanza di diversi gruppi etnici. I Fulani, che si ritiene siano emigrati dagli altopiani di Fouta Djallon a ovest, si integrarono con le popolazioni indigene Mandé, e ne adottarono la lingua prima del XVIII secolo, in coincidenza con la diffusione dell'Islam. A causa della mescolanza di diverse generazioni, la cultura dei Wassulunke è una miscela unica di alcune pratiche tradizionali Fulbe e di quelle delle popolazioni indigene Mandé.
La regione è il luogo di nascita della musica wassoulou, uno stile che fonde influenze tradizionali e moderne con una componente vocale prevalentemente femminile e un accompagnamento composto da strumenti ad arco, arpa e percussioni djembe. La musica wassoulou è una delle forme di musica dell'Africa occidentale che gli etnomusicologi ritengono essere l'origine del blues americano, che si è sviluppato da forme musicali risalenti alla tratta degli schiavi americani dall'Africa occidentale. Alcuni celebri musicisti originari del Wassulu sono Oumou Sangaré, Ramata Diakité e Coumba Sidibe.